# José Nepomuceno Fernandes Brás

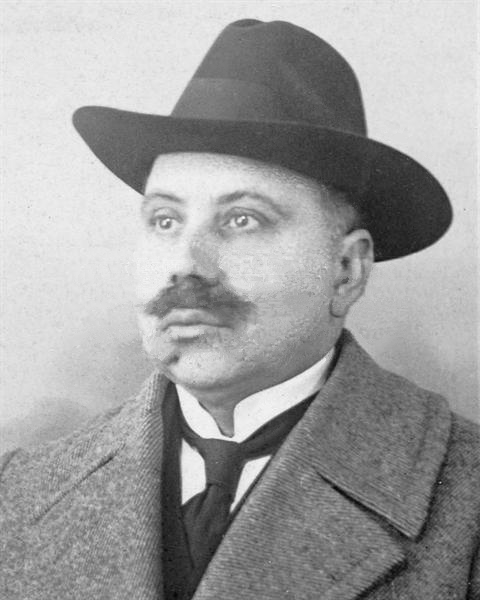
José Nepomuceno Fernandes Brás

José Nepomuceno Fernandes Brás (Covilhã, Tortosendo, 6 de Maio de 1874 - 1954) foi um advogado e político português.

## Biografia
Filho de Joaquim Fernandes Brás e de sua mulher Isabel Joaquina dos Santos.
Formado em Direito pela Faculdade de Direito da Universidade de Coimbra e Advogado.
Foi Administrador do Concelho e Presidente da Comissão Executiva da Câmara Municipal da Covilhã. Foi eleito Senador em 1922 e 1925, pelo Círculo Eleitoral de Castelo Branco, nas listas do Partido Democrático.